# Wapen van Dronten

Wapen van de gemeente Dronten

Het wapen van Dronten werd op 15 januari 1975 bij Koninklijk Besluit aan de Nederlandse gemeente Dronten toegekend. Het wapen is, evenals het wapen van Lelystad, ontworpen door mr. G.A. Bontekoe. Hiertoe werd een verzoek ingediend op 11 oktober 1972. In 1973 heeft de gemeente een logo met huisstijl laten ontwerpen en maakt daarom weinig gebruik van het wapen.

## Geschiedenis
Het nieuwe wapen van de gemeente Dronten is niet zonder slag of stoot ontstaan. De Hoge Raad van Adel maakte bezwaar tegen de schildhouders die de gemeente wilde hebben. Schildhouders worden doorgaans alleen aan een wapen toegevoegd als daar een historische motivatie voor is. Hierbij kan gedacht worden aan een voorgaande gemeente met een of meer schildhouders of als een wapen van een voor het gebied belangrijke familie of persoon overgenomen wordt.
Zowel de gemeente als de Hoge Raad van Adel hielden aan hun standpunten vast: de Raad wilde de schildhouders niet toevoegen en de gemeente wel. Uiteindelijk is de gemeente naar de Raad van State gegaan. De Raad van State heeft uiteindelijk in het voordeel van de gemeente beslist.

## Blazoen
De beschrijving van het wapen van Dronten luidt als volgt:
Golvend doorsneden: I in azuur een lelie van zilver, II in goud 3 ineengevlochten ringen van keel, de middelste groter en lager geplaatst dan beide andere, over welke heen een meerpaal van sabel met een kop van zilver en komende uit de schildvoet. Het schild gedekt door een gouden kroon van 3 bladeren en 2 parels en gehouden door 2 paarden van sabel met opgeslagen staart. Het geheel geplaatst op een wit voetstuk.
Het wapen is met een golvende lijn in tweeën gedeeld. Het bovenste deel is blauw van kleur met een zilveren Franse lelie. Het onderste deel is goud van kleur met daarin drie rode ringen welke ineengevlochten zijn. De middelste ring is groter en lager geplaatst dan de andere twee ringen. Over de middelste ring is een zwarte meerpaal met zilveren kop geplaatst. De meerpaal komt uit de schildvoet.
Het schild wordt gehouden door twee zwarte paarden. De staarten van de paarden staan omhoog. De paarden en het schild staan op een wit voetstuk. Het wapen wordt daarnaast gekroond door een gouden gravenkroon van drie bladeren met daartussen twee parels.

## Symboliek
De scheidslijn van het wapen is golvend gemaakt om aan te geven dat de gemeente Dronten uit het water van de Zuiderzee is ontstaan. Het bovenste deel van het wapen is een verwijzing naar het wapen van Dr. Lely, de bedenker van de polders waar de provincie Flevoland, en daarmee ook de gemeente Dronten, uit bestaat. In het onderste deel slaan de drie cirkels op de drie dorpen (Dronten, Biddinghuizen en Swifterbant) in de gemeente. De meerpaal staat symbool voor cultureel centrum De Meerpaal in Dronten. De paarden staan symbool voor de landbouw die in de gemeente bedreven wordt.

## Vergelijkbare wapens
De volgende wapens zijn op symbolische gronden vergelijkbaar met dat van Dronten: de Franse lelie staat in deze wapens niet symbool voor de Heilige Maagd Maria maar voor Ir. Lely.

Wapen van Flevoland
Het wapen van Fleverwaard
Wapen van Almere
Wapen van Lelystad
Wapen van Noordoostpolder
Wapen van Wieringermeer
Het wapen van waterschap Noordoostpolder